# Alli Neumann/Diskografie
Diese Diskografie ist eine Übersicht über die musikalischen Werke der deutschen Popsängerin Alli Neumann. Ihre erfolgreichste Veröffentlichung ist die Single Zeit steht mit über 200.000 verkauften Einheiten.

## Alben

### Studioalben
| Jahr | Titel Musiklabel                                          | Höchstplatzierung, Gesamtwochen, AuszeichnungChartplatzierungen (Jahr, Titel, Musiklabel, Platzierungen, Wochen, Auszeichnungen, Anmerkungen) | Höchstplatzierung, Gesamtwochen, AuszeichnungChartplatzierungen (Jahr, Titel, Musiklabel, Platzierungen, Wochen, Auszeichnungen, Anmerkungen) | Höchstplatzierung, Gesamtwochen, AuszeichnungChartplatzierungen (Jahr, Titel, Musiklabel, Platzierungen, Wochen, Auszeichnungen, Anmerkungen) | Anmerkungen                             |
| Jahr | Titel Musiklabel                                          | DE | AT | CH | Anmerkungen                             |
| ---- | --------------------------------------------------------- | --- | --- | --- | --------------------------------------- |
| 2021 | Madonna-Whore-Komplex Four Music • Jaga Recordings (Sony) | DE99 (1 Wo.)DE | — | — | Erstveröffentlichung: 10. Dezember 2021 |
| 2023 | Primetime Four Music • Jaga Recordings (Sony)             | DE100 (1 Wo.)DE | — | — | Erstveröffentlichung: 27. Oktober 2023  |

### EPs
| Jahr | Titel Musiklabel                 | Anmerkungen                            |
| ---- | -------------------------------- | -------------------------------------- |
| 2018 | Hohes Fieber Jive Records (Sony) | Erstveröffentlichung: 19. Oktober 2018 |
| 2019 | Monster Jive Records (Sony)      | Erstveröffentlichung: 29. März 2019    |

## Singles

### Als Leadmusikerin
| Jahr | Titel Album                       | Anmerkungen                              |
| ---- | --------------------------------- | ---------------------------------------- |
| 2018 | Merlot, Macht & Muse Hohes Fieber | Erstveröffentlichung: 31. August 2018    |
| 2018 | Is ok Hohes Fieber                | Erstveröffentlichung: 7. September 2018  |
| 2019 | Monster                           | Erstveröffentlichung: 22. März 2019      |
| 2021 | Madonna-Whore-Komplex             | Erstveröffentlichung: 6. August 2021     |
| 2021 | Frei Madonna-Whore-Komplex        | Erstveröffentlichung: 27. August 2021    |
| 2021 | Mit dir –                         | Erstveröffentlichung: 10. September 2021 |
| 2023 | So wie du Primetime               | Erstveröffentlichung: 19. Mai 2023       |
| 2023 | Blue Primetime                    | Erstveröffentlichung: 1. September 2023  |
| 2023 | Berlin Nightlife Primetime        | Erstveröffentlichung: 29. September 2023 |

### Als Gastmusikerin
| Jahr | Titel Album             | Höchstplatzierung, Gesamtwochen, AuszeichnungChartplatzierungen (Jahr, Titel, Album, Platzierungen, Wochen, Auszeichnungen, Anmerkungen) | Höchstplatzierung, Gesamtwochen, AuszeichnungChartplatzierungen (Jahr, Titel, Album, Platzierungen, Wochen, Auszeichnungen, Anmerkungen) | Höchstplatzierung, Gesamtwochen, AuszeichnungChartplatzierungen (Jahr, Titel, Album, Platzierungen, Wochen, Auszeichnungen, Anmerkungen) | Anmerkungen                                                                                |
| Jahr | Titel Album             | DE | AT | CH | Anmerkungen                                                                                |
| ---- | ----------------------- | --- | --- | --- | ------------------------------------------------------------------------------------------ |
| 2019 | Zeit steht Trettmann    | DE10 Gold · (12 Wo.)DE | AT30 (5 Wo.)AT | CH39 (1 Wo.)CH | Erstveröffentlichung: 13. September 2019 Verkäufe: + 200.000; Trettmann feat. Alli Neumann |
| 2020 | Keine Angst KitschKrieg | — | — | — | Erstveröffentlichung: 6. August 2020 KitschKrieg feat. Alli Neumann & Trettmann            |
| 2022 | Clit Is Good –          | — | — | — | Erstveröffentlichung: 14. April 2022 Suzane feat. Alli Neumann                             |

## Musikvideos
| Jahr | Titel                 | Regisseur(e)      |
| ---- | --------------------- | ----------------- |
| 2018 | Hohes Fieber          | Kim Frank         |
| 2019 | Monster               | Lewis Lloyd       |
| 2019 | Zeit steht            | KitschKrieg       |
| 2020 | Keine Angst           |                   |
| 2021 | Madonna-Whore-Komplex | Kim Frank         |
| 2021 | Frei                  | Kim Frank         |
| 2021 | Mit dir               | Kim Frank         |
| 2023 | So wie du             | Kim Frank         |
| 2023 | Blue                  | Tom Gerhart       |
| 2023 | Berlin Nightlife      | Morten Hinrichsen |
| 2023 | Primetime             | Kim Frank         |

## Sonderveröffentlichungen

### Alben
| Jahr | Titel Musiklabel                                                        | Anmerkungen                                            |
| ---- | ----------------------------------------------------------------------- | ------------------------------------------------------ |
| 2023 | Alli Neumann bei Sing meinen Song, Vol. 10 Music for Millions (Tonpool) | Erstveröffentlichung: 19. Mai 2023 Mini-TV-Kompilation |

### Lieder
| Jahr | Titel Album                    | Anmerkungen                                                                         |
| ---- | ------------------------------ | ----------------------------------------------------------------------------------- |
| 2019 | Zeit steht Trettmann           | Erstveröffentlichung: 13. September 2019 Trettmann feat. Alli Neumann               |
| 2019 | Alte Turnhalle Athen           | Erstveröffentlichung: 8. November 2019 Max Herre feat. Afrob, Monchi & Alli Neumann |
| 2020 | Keine Angst KitschKrieg        | Erstveröffentlichung: 7. August 2020 KitschKrieg feat. Alli Neumann & Trettmann     |
| 2021 | Wichsen ist Mord Auf der Suche | Erstveröffentlichung: 20. August 2021 Nura feat. Alli Neumann                       |

| Jahr | Titel Album                                                    | Anmerkungen                                                     |
| ---- | -------------------------------------------------------------- | --------------------------------------------------------------- |
| 2023 | Marlboro Light Sing meinen Song – Das Tauschkonzert, Vol. 10   | Erstveröffentlichung: 19. Mai 2023 Original: Montez             |
| 2023 | Mein Osten Sing meinen Song – Das Tauschkonzert, Vol. 10       | Erstveröffentlichung: 19. Mai 2023 Original: Silbermond         |
| 2023 | Mutprobe Sing meinen Song – Das Tauschkonzert, Vol. 10         | Erstveröffentlichung: 19. Mai 2023 Original: Lea                |
| 2023 | Paris Sing meinen Song – Das Tauschkonzert, Vol. 10            | Erstveröffentlichung: 19. Mai 2023 Original: Clueso             |
| 2023 | Paris Sing meinen Song – Das Tauschkonzert, Vol. 10            | Erstveröffentlichung: 19. Mai 2023 mit Clueso                   |
| 2023 | Pass auf sie auf Sing meinen Song – Das Tauschkonzert, Vol. 10 | Erstveröffentlichung: 19. Mai 2023 Original: Nico Santos – Safe |
| 2023 | Wenn du lebst Sing meinen Song – Das Tauschkonzert, Vol. 10    | Erstveröffentlichung: 19. Mai 2023 Original: Johannes Oerding   |

## Promoveröffentlichungen
| Jahr | Titel Album                                                            | Anmerkungen                                               |
| ---- | ---------------------------------------------------------------------- | --------------------------------------------------------- |
| 2023 | Mein Osten Sing meinen Song – Das Tauschkonzert, Vol. 10 (Sampler)     | Erstveröffentlichung: 26. April 2023 Original: Silbermond |
| 2023 | Mutprobe Sing meinen Song – Das Tauschkonzert, Vol. 10 (Sampler)       | Erstveröffentlichung: 3. Mai 2023 Original: Lea           |
| 2023 | Marlboro Light Sing meinen Song – Das Tauschkonzert, Vol. 10 (Sampler) | Erstveröffentlichung: 10. Mai 2023 Original: Montez       |
| 2023 | Paris Sing meinen Song – Das Tauschkonzert, Vol. 10 (Sampler)          | Erstveröffentlichung: 17. Mai 2023 Original: Clueso       |

## Statistik

### Chartauswertung
|                     | DE    | AT    | CH    |
| ------------------- | ----- | ----- | ----- |
| Nummer-eins-Alben   | DE—DE | AT—AT | CH—CH |
| Top-10-Alben        | DE—DE | AT—AT | CH—CH |
| Alben in den Charts | DE2DE | AT—AT | CH—CH |

|                       | DE    | AT    | CH    |
| --------------------- | ----- | ----- | ----- |
| Nummer-eins-Singles   | DE—DE | AT—AT | CH—CH |
| Top-10-Singles        | DE1DE | AT—AT | CH—CH |
| Singles in den Charts | DE1DE | AT1AT | CH1CH |

### Auszeichnungen für Musikverkäufe
Anmerkung: Auszeichnungen in Ländern aus den Charttabellen bzw. Chartboxen sind in ebendiesen zu finden.
| Land/RegionAuszeichnungen für Musikverkäufe (Land/Region, Auszeichnungen, Verkäufe, Quellen) | Gold  | Platin | Verkäufe | Quellen           |
| -------------------------------------------------------------------------------------------- | ----- | ------ | -------- | ----------------- |
| Deutschland (BVMI)                                                                           | Gold1 | —      | 200.000  | musikindustrie.de |
| Insgesamt                                                                                    | Gold1 | —      |          |                   |